# Unstoppable (2010)
Unstoppable is een Amerikaanse actie-thriller uit 2010 onder regie van Tony Scott en geschreven door Mark Bomback. De film is lichtelijk gebaseerd op het CSX 8888 incident, het vertelt het verhaal van een op hol geslagen goederentrein en de twee mannen Frank Barnes en Will Colson die de trein trachten te stoppen. Het was Tony Scott's laatste speelfilm voor zijn zelfmoord in 2012.

## Rolverdeling
| Acteur            | Personage                                              |
| ----------------- | ------------------------------------------------------ |
| Denzel Washington | Frank Barnes                                           |
| Chris Pine        | Will Colson                                            |
| Rosario Dawson    | Connie Hooper                                          |
| Lew Temple        | Ned Oldham                                             |
| Kevin Dunn        | Oscar Galvin                                           |
| Kevin Corrigan    | Scott Werner                                           |
| Kevin Chapman     | Bunny                                                  |
| Ethan Suplee      | Dewey                                                  |
| T.J. Miller       | Gilleece                                               |
| Jessy Schram      | Darcy Colson                                           |
| David Warshofsky  | Judd Stewart                                           |
| Victor Gojcaj     | Groundman                                              |
| Meagan Tandy      | Maya Barnes                                            |
| Elizabeth Mathis  | Nicole Barnes                                          |
| Ryan Ahern        | Ryan Scott                                             |
| Aisha Hinds       | Vertegenwoordiger van veiligheidscampagne treinbedrijf |